# Золкин, Вячеслав Иванович
Вячеслав Иванович Золкин (род  24 января 1943, Лутошкино, Краснинский сельсовет, Краснинский район, Орловская область, РСФСР, СССР) — советский футболист, защитник. Советский и российский тренер.

## Биография
Воспитанник ДЮСШ «Звезда» Кировоград (1959—1961). В первенстве СССР играл в командах низших лиг «Локомотив» Орёл (1962), «Спартак» Тамбов (1966), «Звезда» Пермь (1967—1968), «Металлург» Липецк (1968—1969), «Спартак» / «Электросвет» Саранск (1970—1972).
Окончил Высшую школу тренеров. Работал старшим преподавателем кафедры физвоспитания Мордовского госуниверситета, в 1974—1979 годах тренировал студенческую команду. В 1980—1982 годах — второй тренер «Светотехники». С 1985 по 18 июня 1986 — старший тренер команды. Старший тренер «Стали» Чебоксары (1986—1988). В 1989—1991 годах — главный тренер молодёжной сборной Ирака. Главный тренер команд «Ремонтник» Прохладный, «Торпедо» Миасс. В 1992—1993 годах — главный тренер бангладешского клуба «Мохаммедан» Дакка, с которым стал чемпионом и обладателем Кубка страны. Позже — тренер любительских клубов «Торгмаш» Люберцы (2001), «Энергия-Триумф» Чебоксары (2004), директор РДЮСШ Чебоксары.